# 汉阳客运站 (武汉地铁)
汉阳客运站位于中华人民共和国湖北省武汉市汉阳区，是武汉地铁3号线的地铁车站，该站在规划时名为“客运中心站”。

## 车站结构
该站位于龙阳大道与芳草一路路口以南，沿龙阳大道布置，主体外包总长556.2m，标准段总宽19.7m，站台宽度为11m，车站埋深约15.72m，共设4个出入口和两个预留车行出口、4组风亭，设置2个车道和一个疏散出入口车站，站前设双停车折返线兼出入升官渡停车场的出入场线。。

### 楼层分布
| 地面     | 地面               | 出入口                               |  |  |
| 地下一层 | 站厅               | 售票机、客服中心、武漢通充值、洗手間 |  |  |
| 地下二层 |                    | █ 3号线 往沌阳大道（三角湖）         |  |  |
|          | 岛式站台，左侧开门 |                                      |  |  |
|          |                    | █ 3号线 往宏图大道（四新大道）       |  |  |

### 車站出口
|                                                 |                                                           |                                                                 |
| 出口編號                                        | 設施                                                      | 建議前往的目的地                                                |
| A                                               |                                                           | 東風大道 漢陽客運中心、升官渡汽車廣場                           |
| B₁                                              |                                                           | 東風大道 四新南路、漢陽客運中心、中國工商銀行、新華社區         |
| B₂                                              | 東風大道 四新南路、升官渡社區、翰林院小區、金太陽米蘭小鎮 |                                                                 |
| C                                               |                                                           | 東風大道 四新南路、龍陽建材家居城、經開未來城                   |
| D                                               |                                                           | 東風大道 建設大道、湖北省路橋集團有限公司設備管理公司、中環湖畔 |
| 注： 設有升降機 \| 設有輪椅升降台 \| 設有洗手間 |                                                           |                                                                 |

## 邻近地区
汉阳客运中心

### 内部链接
- 武汉地铁车站列表